# 告士打城足球會
告士打城足球會（英語：Gloucester City Association Football Club；/ˈɡlɒstə ˈsɪti/）是一支位於英格蘭的半職業足球會，目前於英格蘭足球南部聯賽角逐。

## 外部連結
- Official Website （页面存档备份，存于）